# Roger C. Peace

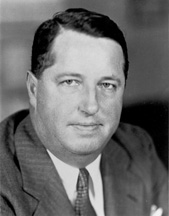
Roger C. Peace

Roger Craft Peace (* 19. Mai 1899 in Greenville, South Carolina; † 20. August 1968 ebenda) war ein US-amerikanischer Politiker (Demokratische Partei), der den Bundesstaat South Carolina im US-Senat vertrat.
Roger Peace besuchte öffentliche Schulen und danach die Furman University in seinem Geburtsort, an der er 1919 seinen Abschluss machte. Zwischenzeitlich hatte er zuvor in Diensten der US Army gestanden und in der Spätphase des Ersten Weltkriegs in einem Trainingscamp in Ohio Rekruten ausgebildet. In der Folge arbeitete er zunächst als Zeitungsreporter und Sportberichterstatter in Greenville; später war er als Geschäftsführer und Herausgeber tätig. Von 1930 bis 1934 gehörte er dem Stab des Gouverneurs von South Carolina, Ibra Charles Blackwood, an; zwischen 1938 und 1948 war er Kurator der Furman University.
Nach dem Tod von US-Senator Alva M. Lumpkin am 1. August 1941 wurde Roger Peace vier Tage später zu dessen Nachfolger ernannt. Lumpkin war selbst erst am 22. Juli desselben Jahres für den zurückgetretenen James F. Byrnes in den Kongress nachgerückt. Peace nahm das Mandat bis zum 4. November 1941 wahr; bei der notwendigen Nachwahl kandidierte er nicht. Er zog sich aus der Politik zurück und betätigte sich danach wieder journalistisch; bis zu seinem Tod war er zudem Vorsitzender der Firma Multimedia, Inc.